# Panfilowo (Kaliningrad, Prawdinsk)
Panfilowo (russisch Панфилово, deutsch Klonofken, 1938–1945 Dreimühl) ist ein Ort im Südosten des Rajon Prawdinsk (Kreis Friedland (Ostpr.)) innerhalb der russischen Oblast Kaliningrad (Gebiet Königsberg (Preußen)). Panfilowo gehört zur Gorodskoje posselenije Schelesnodoroschnoje (Stadtgemeinde Schelesnodoroschny (Gerdauen)).

## Geographische Lage
Panfilowo liegt nordöstlich der Stadt Schelesnodoroschny jenseits des Masurischen Kanals und ist entweder von der russischen Fernstraße A 196 über Obilnoje (Klein Sobrost), Kotschkino (Popowken, 1938–1945: Neusobrost) und Saretschenskoje ((Groß) Sobrost) aus zu erreichen, oder von der Fernstraße A 197 über Nekrassowka und Kotschubejewo (Agonken, 1938–1945 Altsiedel) zur Weiterfahrt nach Tscherkassowka (Wickerau). Ein Bahnanschluss besteht nicht.

## Geschichte
Das ehedem Klonofken genannte Dorf gehörte 1874 zu den sieben Landgemeinden bzw. Gutsbezirken, die den neu errichteten Amtsbezirk Sobrost bildeten. Er gehörte bis 1945 zum Landkreis Gerdauen im Regierungsbezirk Königsberg der preußischen Provinz Ostpreußen. Im Jahre 1910 hatte Klonofken 308 Einwohner.
Am 30. September 1928 schloss sich Klonofken mit der Landgemeinde Agonken (1938–1946 Altsiedel, russisch: Kotschubejewo) und dem Gutsbezirk Damerau (russisch: Degtjarewo) zur neuen Landgemeinde Klonofken zusammen. Die Einwohnerzahl stieg bis 1933 auf 360, sank dann aber wieder bis 1939 auf 290 ab. Am 3. Juni 1938 (mit amtlicher Bestätigung vom 16. Juli 1938) wurde Klonofken – wie auch viele andere nordostpreußische Orte – umbenannt und erhielt die Bezeichnung „Dreimühl“.
Im Jahre 1945 kam der Ort zur Sowjetunion, die ihn im Jahr 1950 in Panfilowo umbenannte. Bis 2009 war er innerhalb der russischen Oblast Kaliningrad in den Krylowski sowjet (Dorfsowjet Krylowo) eingegliedert und ist seither – aufgrund einer Struktur- und Verwaltungsreform – eine als „Siedlung“ (possjolok) eingestufte Ortschaft innerhalb der Gorodskoje posselenije Schelesnodoroschnoje (Stadtgemeinde Schelesnodoroschny im Rajon Prawdinsk).

## Kirche
Der weitaus größte Teil der Bevölkerung von Klonofken/Dreimühl gehörte vor 1945 zur evangelischen Kirche. Das Dorf war in das Kirchspiel  der heute auf polnischem Gebiet gelegenen Kirche Assaunen (polnisch: Asuny) eingepfarrt, das zum Kirchenkreis Gerdauen in der Kirchenprovinz Ostpreußen der Kirche der Altpreußischen Union gehörte.
Heute liegt Panfilowo im Bereich der neu gebildeten Kirchenregion Tschernjachowsk innerhalb der Propstei Kaliningrad der Evangelisch-Lutherischen Kirche Europäisches Russland (ELKER).